# Кейси, Джордж Уильям
Джордж Уильям Кейси-младший (англ. George William Casey, Jr.; 22 июля 1948 года, Сэндай, Япония), полный (четырёхзвёздный) генерал США.

## Детство и школьные годы
Родился в Японии во время её оккупации союзниками. Его отец Джордж Уильям Кейси был выпускником Вест-Пойнта, он дослужился до звания генерал-майора и принимал участие в двух войнах — в Корее и во Вьетнаме.
Кейси вырос к югу от Бостона, Массачусетс. Учился в Бостонской средней школе. После окончания средней школы, он получил степень бакалавра наук в области международных отношений в школе дипломатической службы имени Эдмунда А. Уолша и получил степень магистра искусств в школе международных исследований Йозефа Корбела при Университете Денвера.

## Военная карьера
Кейси прошёл подготовку офицеров запаса и был принят в армию в 1970 году. Он был командиром 3-й бригады 1-й кавалерийской дивизии, а позже помощник командира 1-й танковой дивизии в Германии. Он участвовал в рамках операции "Совместные усилия" в Боснии и Герцеговине в период с июля 1996 по август 1997 года. Позже Кейси принял командование 1-й бронетанковой дивизией, в июле 1999 года.
Затем, с июля 2001 года, генерал Кейси служил в Пентагоне в качестве директора по стратегическому планированию и политике объединённого штаба в период с октября 2001 по январь 2003 года.
Директор Объединённого штаба в Вашингтоне, округ Колумбия, с января 2003 года по октябрь 2003 года. После этих назначений, Кейси был выдвинут и утвержден 30-й заместитель начальника штаба армии, прослужив в этой должности до июня 2004 года.

## Командующий коалицией в Ираке (2004—2007)
Кейси служил в качестве командующего международных коалиционных сил в Ираке с июня 2004 по 8 февраля 2007 года. Он сменил генерал-лейтенанта Рикардо Санчеса.
Цель Кейси заключается в помощи иракцам «взять в руки» свои проблемы и ответственность за свою собственную безопасность. Со своей стороны в качестве военного командира, он остановился на подготовке иракских сил, ограничение роли американских сил, а также передачи по обеспечению безопасности иракским силам. Он выразил мнение, что большое и интрузивное американское присутствие в Ираке не решит политических проблем и проблем безопасности в этой стране.
В 2005 году генерал Кейси выразил надежду, что в декабре 2005 года иракские выборы могут привести к единении и умеренности в Ираке, которые в сотрудничестве с Программой подготовки иракских сил безопасности, может проложить путь для сокращения американских войск в начале 2006 года. В августе 2005 года, Кейси использовал военный контингент в своем публичном обсуждении возможного сокращения. Он сказал, что текущий уровень войск из 138000 может быть сокращен на 30000 в первые месяцы 2006 года. Президент Буш публично назвал это обсуждение «спекуляцией».

## Начальник штаба армии (2007—2011)
В январе 2007 года президент Джордж Буш назначил генерал-лейтенанта Дэвида Петреуса, командующим Коалицией в Ираке. Кейси назначен начальником штаба армии. Сенат США утвердил его кандидатуру 8 февраля 2007 года с двухпартийной системой голосования 83—14 голосов.
10 февраля 2007 года, Кейси полностью передал командование в Ираке генералу Петреусу. Кейси официально вступил в должность в качестве начальника штаба армии 10 апреля 2007 года.
Отмечали его высказывание, что он относится со скептицизмом к большим обязательствам войск в войнах США в Ираке и Афганистане.
С 11 апреля 2011 в отставке.